# 17 (број)
17 је број, нумерал и име глифа који представља тај број. 17 је природан број који се јавља после броја 16, а претходи броју 18.

## У математици
- Је седми прост број, пошто је дељив само са 1 и са самим собом

## У науци
- Је атомски број хлора
- 17. група у периодном систему елемената припада Халогеним елементима

## У спорту
- Је био број на дресу Џона Хавличека док је играо за Бостон Селтиксе
- Је био број на дресу Криса Малина док је играо за Голден Стејт Вориорсе
- Је број на дресу фудбалера Филипа Касалице у Црвеној звезди[1]
- Је број на дресу Андрије Живковића у Партизану
- Је приближан просечан број поена по утакмици које је постизао Предраг Стојаковић, током своје НБА каријере[2]
- Је број на дресу кошаркаша Марка Тејића у Црвеној звезди

## Остало
- Је телефонски број за полицију у Француској
- Је минимална старост за управљање моторним возилом у Уједињеном Краљевству
- Шпанија има седамнаест аутономних заједница